# Schloss Petershagen

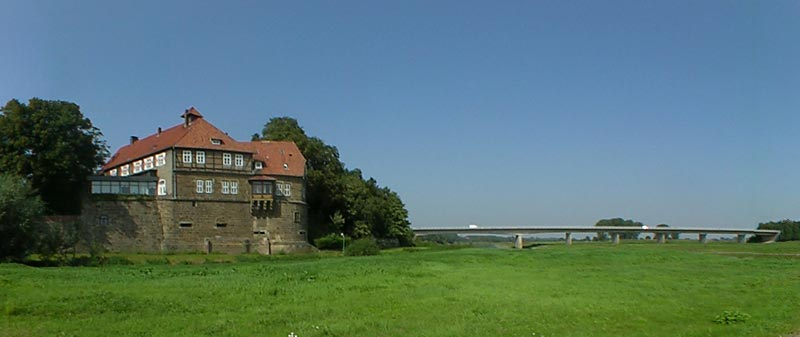
Schloss Petershagen von Osten

Das Schloss Petershagen  ist eine um 1306 als Wasserburg errichtete Schlossanlage in der ostwestfälischen Stadt Petershagen im Kreis Minden-Lübbecke in Nordrhein-Westfalen. Im 16. Jahrhundert wurde sie im Stil der Weserrenaissance zu einem Schloss umgebaut. Sie umfasst mehrere Gebäude, die zur heutigen Schlossanlage zusammengewachsen sind.
Das Schloss steht in der Kernstadt Petershagen an der Mündung der Ösper in die Weser.

## Geschichte
Die Wehrburg in Petershagen wurde im Jahr 1306 vom damaligen Mindener Bischof Gottfried von Waldeck erbaut und unter den Schutz des Heiligen Gorgonius als Schutzpatron gestellt. Sie sollte das Land der Mindener Bischöfe nach Norden hin verteidigen und war Residenz der Mindener Bischöfe.
Auf Veranlassung des Bischofs Franz von Waldeck baute der schwäbische Meister Jörg Unkair die Burg von 1544 bis 1547 zu einem Schloss um. Er schuf damit ein Beispiel der frühen Weserrenaissance. Als Baumaterial wurde sowohl dunkler Portasandstein als auch heller Obernkirchener Sandstein benutzt. Wegen des Schmalkaldischen Krieges wurden die Bauarbeiten früher als geplant beendet. Das Gebäude ist eine unregelmäßige Zweiflügelanlage mit einem polygonalen Treppenturm im Hof und einer Bastion zur Weserseite. Am Treppenturm des Schlosses haben sich die Wappensteine der am Bau, bzw. Umbau der Anlage beteiligten Schlossherren Hermann von Holstein-Schauenburg und Franz von Waldeck erhalten. Ebenso blieb das Steinmetzzeichen Jörg Unkairs erhalten.
Zwischen 1608 und 1611 ließ Christian von Braunschweig-Lüneburg das Schloss weiter umbauen. Das Wappen des Bauherren ist an der Südwand des Schlosses, oberhalb der oberen Terrasse angebracht.
Während des Dreißigjährigen Krieges (1618–1648) wurde das Schloss wie das ganze Hochstift Minden durch die Schweden besetzt. Als Ersatz für Territorien, die Schweden zugesprochen wurden, erhielten die Hohenzollern, Herzöge von Preußen und Kurfürsten von Brandenburg, im Westfälischen Frieden  1648 das Hochstift Minden zugesprochen, welches in ein Erbfürstentum umgewandelt wurde. Das Territorium wurde, abgesehen von der Stadt Minden, die bis zum 17. September 1650 schwedisch besetzt blieb, vom 23. bis zum 25. Oktober 1649 von den Schweden an Brandenburg-Preußen übergeben. Schloss Petershagen, wo die Regierung eingerichtet wurde und das von 1649 bis 1659 Sitz des Statthalters von Minden war, wurde noch am 25. Oktober 1649 von brandenburgischen Gesandten übernommen. Am 22. und 23. Februar 1650 nahm hier der Große Kurfürst die Huldigung als neuer Landesherr entgegen. Bis 1669 blieb das Schloss Sitz der Regierung des Fürstentums Minden. Danach verfiel die Anlage zunehmend. Einige Gebäude brachen zusammen oder wurden abgerissen.
1780 wurde bei einem Brand das Hauptdach des Treppenhauses zerstört.
Das Schloss wurde 1901 durch Heinrich Hestermann, Landwirt und Abgeordneter im Reichstag, gekauft und ab 1902 in einen bewohnbaren Zustand versetzt.
Im Zweiten Weltkrieg wurde es durch die Britische Rheinarmee besetzt. Die Besitzerfamilie musste das Haupthaus verlassen, in ein vorgelagertes Haus umziehen und erst nach Freigabe durch die Besatzungsmacht konnte sie wieder ihre Wohnung beziehen. Im Schloss waren zu dieser Zeit auch viele Flüchtlingsfamilien untergebracht. Zudem litt die Bausubstanz, da es kaum Baumaterial und Geld gab.
Von 1964 bis 1967 wurden die Kriegsschäden beseitigt und das Schloss Petershagen nach einem Umbau ab 1967 als Hotel genutzt. Später wurde es weiter renoviert und einige Räumlichkeiten waren zu anderen Zwecken vermietet. So befanden sich eine Diskothek („Studio im Schloss“) und ein Möbelgeschäft im Schloss. 1969 kam der Huldigungssaal hinzu und 1975 wurde im Garten ein beheizbares Schwimmbad eröffnet. 1985 entstand das Restaurant „Orangerie“. 1988 eröffnete in der untersten Etage der „St.-Gorgonius-Keller“, benannt nach dem Schutzpatron des Schlosses.
Der Betrieb eröffnete als gehobenes Hotel mit acht Zimmern. Später wurde das Angebot auf drei Einzelzimmer, zwei Suiten, fünf Juniorsuiten und fünf Doppelzimmer, also auf 15 Zimmer in unterschiedlichen Größen, Lagen und Einrichtungen erweitert. Auf der ausgebauten Terrasse, die zum Teil durch Anlage eines Wintergartens wetterfest gemacht wurde, hatte man einen guten Blick auf die Weserauen.
Außerdem veranstaltete der Kreis Minden-Lübbecke in Kooperation mit dem Verein „Herrenhäuser und Parks im Mühlenkreis“ Kammerkonzerte im Schloss, das auch als Ausgangspunkt für die Besichtigung zahlreicher in unmittelbarer Nachbarschaft liegender Mühlen der Westfälischen Mühlenstraße und für Radtouren auf dem Weserradweg genutzt wurde.
In einigen Räumen befand sich ein Museum zur Schlossgeschichte.
Bis 2022 war die Anlage in Besitz der Familie Hestermann. Die Besitzerfamilie leitete auch den Hotelbetrieb, gab diesen allerdings aus finanziellen Gründen zum 31. August 2018 auf. Die Stadt Petershagen strebte eine Vereinbarung zur Nachfolgenutzung an, die den Komplex als Ganzes erhalten soll.

## Heutige Nutzung

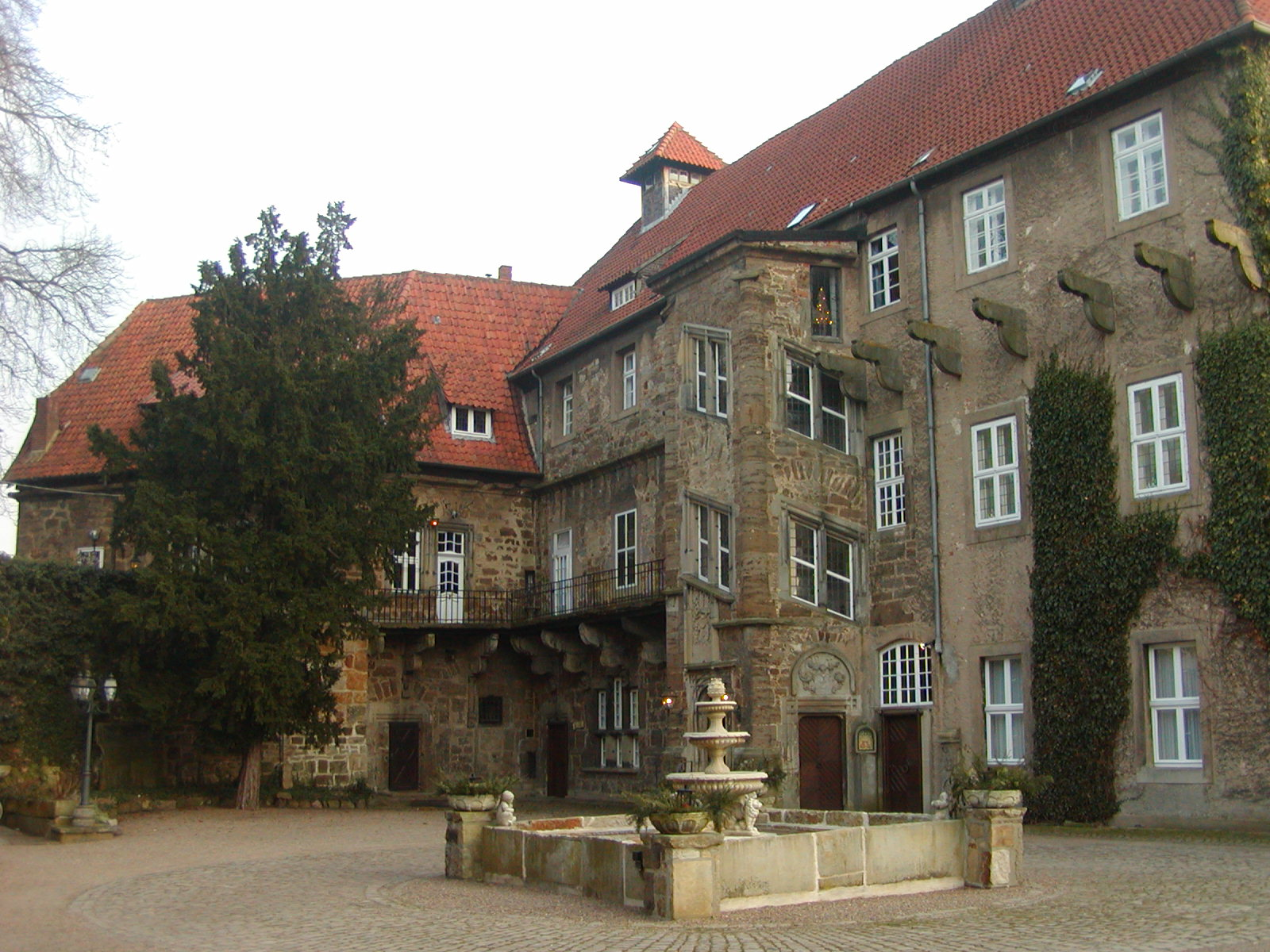
Schloss Petershagen: Innenhof

Im Januar 2022 erwarb Peter Kenzelmann das Schloss, um den Betrieb nach der Wiedereröffnung für Feiern und Tagungen fortzuführen.
Der Unternehmer Michael Brühl und seine Frau Manuela Brühl leiten als Geschäftsführer seit September 2024 das Schloss Petershagen.